# Orvosi pióca
Az orvosi pióca (Hirudo medicinalis) a nyeregképzők (Clitellata) osztályának piócák (Hirudinea) alosztályába, ezen belül az állkapcsos nadályok (Hirudidae) családjába tartozó faj.

## Előfordulása
Az orvosi pióca eredetileg egész Közép- és Dél-Európában előfordult. A környezeti változások következtében, és feltehetően az orvosi célokra végzett túlzott begyűjtése miatt mindenütt erősen megfogyatkozott.

## Megjelenése
Ennek a piócafajnak a teste 10-15 centiméter hosszú. A teste szelvényekből épül fel (belül is, kívül is). Színe a piszkos-, olykor sárgásbarna és sötét olajzöld között változik. Az alapszínen hat feltűnő, vöröses hosszanti sáv látható, közülük néhányat sötét foltok tarkítanak. Hasa sárga, egyenlőtlenül elosztott fekete foltokkal. A fejtájék nem határolódik el élesen, a 10 kis szem felül, az elülső szelvények oldalain helyezkedik el. A test elülső és hátulsó végén egy-egy tapadókorong van. A szájnyílásban három félhold alakú, finoman fogas állkapocs található. Testének kígyózó fel-le mozgatásával gyorsan képes úszni.

## Életmódja
Az orvosi pióca túlnyomóan lápos, mocsaras vizek és dús növényzetű tavak lakója. Melegvérű állatok – köztük az ember – vérével táplálkozik. Élősködő életmódot folytat.